# Віктор Тедеско (стадіон)
Стадіон «Віктора Тедеско» — стадіон у Хамруні, Мальта. Він відкритий у 1996 році. Вміщує 6 000 місць, з яких 1 800 сидячих місць. Домашній стадіон мальтійського футбольного клубу «Хамрун Спартанс», який виступає в Прем'єр-лізі Мальти. Використовується для матчів Прем'єр-ліги Мальти, Першого дивізіону та деяких ігор Другого дивізіону Мальти. Також використовується всіма командами «Хамрун Спартанс» від юнацьких до старших команд для тренувань. На стадіоні є бар, підземні роздягальні, кілька офісів і поле для гри в п'ять на п'ять.
4 червня 2010 року відбулася гра з регбілінгу. «Мальтійські лицарі» з рахунку 10–0 в середині першого тайму перемогли Норвегію з рахунком 30–20 і виграли Кубок Європейської федерації регбі.